# Université de Susquehanna
L'université de Susquehanna (en anglais : Susquehanna University) est une université américaine située dans la vallée de la Susquehanna, à Selinsgrove en Pennsylvanie.